# Casa de Olivares

Brasão da Casa de Olivares.

A Casa de Olivares é uma casa nobre espanhola originária da Coroa de Castela. É um ramo cadete da Casa de Medina Sidônia, originário do século XVI.
Historicamente, a casa possuiu os senhorios de Olivares, Sevilha ; Heliche ; Albaida del Aljarafe ; Camas, Sevilha ; Casteleja de Guzmán ; Casteleja da Cuesta ; Salteras ; e Tomares. O membro mais proeminente da Casa de Olivares foi Gaspar de Guzmán, Conde-Duque de Olivares, o favorito de Filipe IV da Espanha.

## Constituição da Casa de Olivares
A Casa de Olivares foi constituída em 1539 quando Carlos I de Espanha concedeu a Pedro Pérez de Guzmán, filho de Juan Alfonso Pérez de Guzmán, 3.º Duque de Medina Sidonia, o título de Conde de Olivares ( espanhol conde de Olivares ). O título vem do município de Olivares, em Sevilha, que já era propriedade de Pedro Pérez de Guzmán.

## Condes de Olivares
- Pedro Pérez de Guzmán, 1.º Conde de Olivares
- Enrique de Guzmán, 2.º Conde de Olivares (1540–1607)
- Gaspar de Guzmán, 3.º Conde de Olivares (1587–1645), que se tornou 1.º Conde-Duque de Olivares em 1625

## Condes-Duques de Olivares

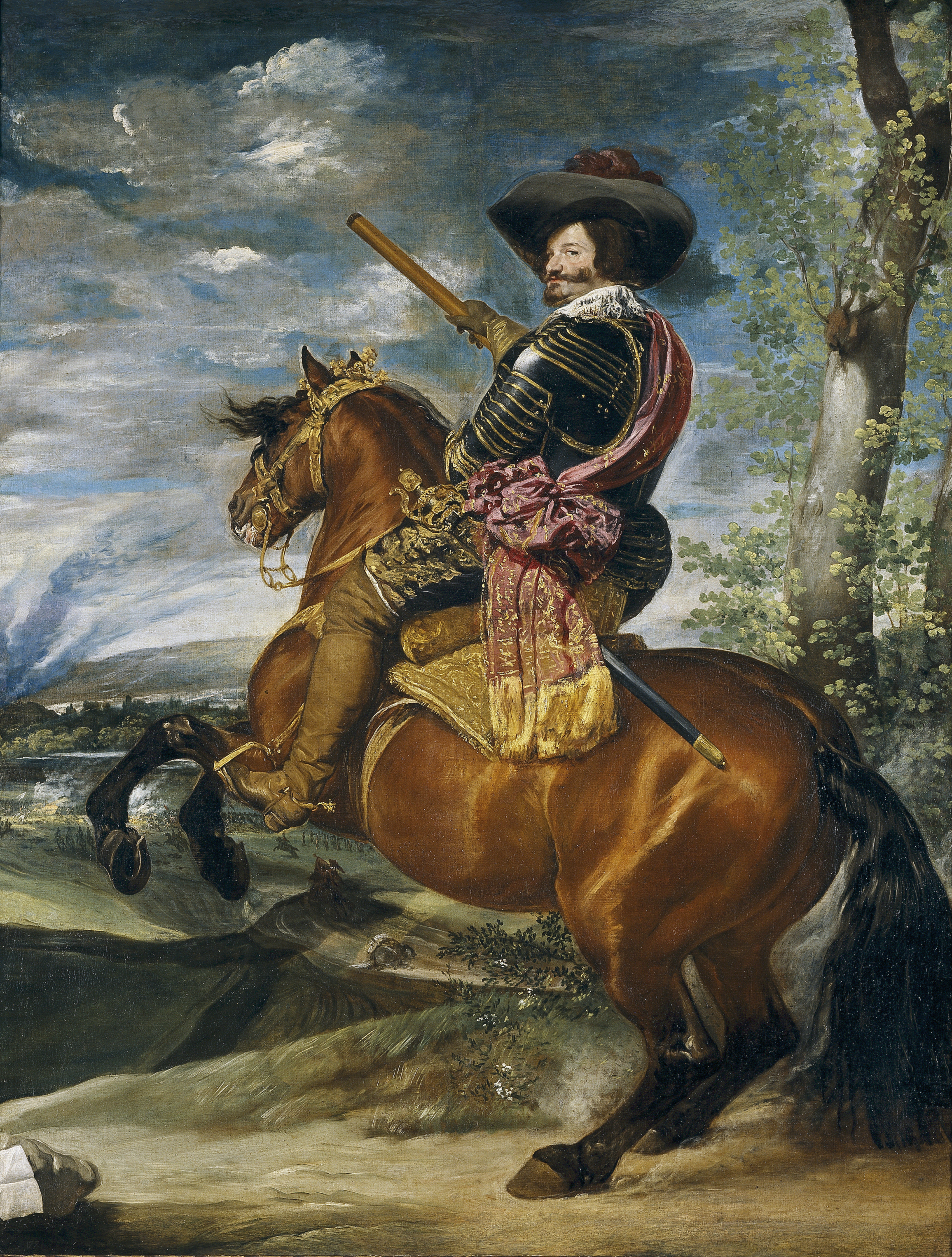
Gaspar de Guzmán, Conde-Duque de Olivares.

Em 1625, Filipe IV da Espanha concedeu a Gaspar de Guzmán, 3.º Conde de Olivares, o Ducado de Sanlúcar, momento em que ele assumiu o título de Conde-Duque de Olivares (em espanhol: conde-duque de Olivares ).
- Gaspar de Guzmán, Conde-Duque de Olivares (1587–1645)
- Enrique Felipe de Guzmán, 2.º Conde-Duque de Olivares
- Gaspar Felipe de Guzmán, 3.º Marquês de Eliche
- Luis Méndez de Haro, 6.º Marquês de Carpio (1598–1661)
- Gaspar Méndez de Haro, 7.º Marquês de Carpio (1629–1687)
- Catalina Méndez de Haro, 8.ª Marquesa de Carpio
- María Teresa Álvarez de Toledo, 11.ª Duquesa de Alba
- Fernando de Silva, 12.º Duque de Alba (1714–1776)
- María del Pilar de Silva, 13.ª Duquesa de Alba (1762–1802)
- Carlos Miguel Fitz-James Stuart, 14.º Duque de Alba (1794–1835)
- Jacobo Fitz-James Stuart, 15.º Duque de Alba
- Carlos María Fitz-James Stuart, 16.º Duque de Alba
- Jacobo Fitz-James Stuart, 17.º duque de Alba (1878–1953)
- Cayetana Fitz-James Stuart, 18.ª Duquesa de Alba (1926-2014)
- Carlos Fitz-James Stuart, 19.º Duque de Alba (n. 1948)